# Mikel Llorente
Mikel Llorente Echarri (Fuenterrabía, provincia de Guipúzcoa, España, 15 de diciembre de 1982) más conocido como Mikel Llorente es un exfutbolista y entrenador de fútbol español. Es hermano del exfutbolista Joseba Llorente.

## Trayectoria

### Como jugador
Se formó en las categorías inferiores de la Real Sociedad de Fútbol, llegando a jugar en la Real Sociedad de Fútbol "B" de Gonzalo Arconada.

### Como entrenador
Mikel inició su trayectoria en los banquillos dirigiendo al Fuenterrabía de División de Honor Regional.
En verano de 2017, tras obtener el carnet de entrenador, firma como segundo entrenador del Football Club Chiasso de la Challenge League, la Segunda División de Suiza, acompañando en el banquillo al también español Guillermo Abascal, que había conocido en el curso de entrenador.
En la temporada 2018-19, llega a la Real Sociedad de Fútbol para dirigir al Juvenil "A".
En las siguientes dos temporadas, desde 2019 a 2021 formaría parte de la estructura del Real Sociedad de Fútbol dirigiendo a equipos del fútbol base.
En la temporada 2021-22, vuelve a coger las riendas del equipo Juvenil "A" de la Real Sociedad de Fútbol.
En junio de 2022, tras el ascenso de Sergio Francisco Ramos al banquillo de la Real Sociedad de Fútbol "B", Mikel se convierte en entrenador de la Real Sociedad de Fútbol "C" de la Segunda Federación para dirigir la temporada 2022-23.
En julio de 2024, se convierte en el entrenador del Real Unión Club de Primera Federación.
El 3 de diciembre de 2024, es destituido como entrenador del Real Unión Club.

## Clubes
| Club                                  | País              | Año       |
| ------------------------------------- | ----------------- | --------- |
| Football Club Chiasso (2º entrenador) | Bandera de Suiza  | 2017-2018 |
| Real Sociedad de Fútbol Juvenil "A"   | Bandera de España | 2018-2019 |
| Real Sociedad de Fútbol Fútbol Base   | Bandera de España | 2019-2021 |
| Real Sociedad de Fútbol Juvenil "A"   | Bandera de España | 2021-2022 |
| Real Sociedad de Fútbol "C"           | Bandera de España | 2022-2024 |
| Real Unión Club                       | Bandera de España | 2024      |